# Robert Kovač
Robert Kovač  (Nyugat-Berlin, NSZK, 1974. április 6. –) horvát válogatott labdarúgó, 2018-tól testvére, Niko Kovač mellett a Bayern München másodedzője.

## Pályafutása
Kovač alacsonyabb osztályú klubokban kezdte pályafutását. 1994–1995-ig volt a Hertha Zehlendorf játékosa, majd 1995-ben bemutatkozott a Bundesligában is, miután az 1. FC Nürnberg-hez igazolt. Ezután játszott a Bayer Leverkusenben is 1996–2001-ig. 2001-ben igazolt a Bayern Münchenhez. 2005-ben leigazolta az olasz Juventus, majd 2007-ben visszatért Németországba, hogy a Borussia Dortmundban játsszon. 2009. január 29-én a Dinamo Zagreb csapatához igazolt.
A horvát válogatottal játszott a 2002-es világbajnokságon és a 2004-es Európa-bajnokságon. Szintén ott volt a 2006-os vb-n is, de Japán ellen megkapta második sárga lapját, így ki kellett hagynia az utolsó csoportmérkőzést Ausztrália ellen. Szerepelt a 2008-as Európa-bajnokságon is, ahol Horvátország eljutott a negyeddöntőig. 
Felesége Anica Kovač, két gyermekük van.

## Sikerei, díjai
Bayer München
- Német bajnok: 2003, 2005
- Német kupa: 2003, 2005
- Német ligakupa: 2004
- Interkontinentális kupa: 2001
- Olasz bajnok: 2006
- Olasz másodosztály bajnok: 2007

Egyéni
- Az Év csapatának tagja a Bundesligában: 1999, 2000
- Harmadik az Év játékosa Horvátországban-választáson: 2001